# Acaena profundeincisa
Acaena profundeincisa är en rosväxtart som först beskrevs av Friedrich August Georg Bitter, och fick sitt nu gällande namn av B.H. Macmillan. Acaena profundeincisa ingår i släktet taggpimpineller, och familjen rosväxter. Inga underarter finns listade i Catalogue of Life.